# Jean-Yves Paillet
Pour les articles homonymes, voir Paillet (homonymie).
Jean-Yves Paillet, de son vrai nom Jean-Hubert Paillet (né le 14 novembre 1946) est un illustrateur de livres pour la jeunesse et un auteur de bande dessinée.

## Biographie
Il est formé aux Beaux-Arts d'Orléans, notamment dans l'esprit du directeur de l'école et prix de Rome de gravure, Louis-Joseph Soulas.
Pour son œuvre graphique, Jean-Hubert Paillet conserve le prénom usuel de son enfance, Jean-Yves. Avec son trait de style réaliste et fouillé, Jean-Yves Paillet a illustré :
- Les Mémoires d'outre-tombe de Chateaubriand sur une adaptation du malouin Roland Mazurié des Garennes en 1989 et 1992.
- Voyage avec un âne à travers les Cévennes de Stevenson
- Les Travailleurs de la mer de Victor Hugo.
- Le Phare du bout du monde de Jules Verne.

Sur un scénario du collectionneur de BD roannais Patrick Chauvelot, il a dessiné sa première bande dessinée dont l'intrigue policière véridique se déroule à Roanne au début du XXe siècle, Les flammes du Paradis  (ISBN 978-2-909565-08-8), premier tome de la série La cinquième saison sorti en décembre 2007 aux éditions Paillet, à Arpheuilles. Toujours en couleur directe, dans son trait au réalisme suranné, proche des dessins du magazine L'Illustration et des gravures du XIXe siècle.
Il a illustré des ouvrages aux éditions L'ancre de marine, dirigée par Bertrand de Quénetain.